# FELDAユナイテッドFC
FELDAユナイテッドFC（英: FELDA United Football Club、略称FUFC）は、マレーシア、クアラルンプールを本拠地とするサッカークラブである。

## 概要
マレーシア連邦土地開発局　(FELDA) と当時マレーシア副首相であったナジブ・ラザクによって2007年1月19日に設立。2010年にマレーシア・プレミアリーグで優勝し、マレーシア・スーパーリーグに昇格した。
2016年からトゥン・アブドゥル・ラザク・スタジアムをホームスタジアムとして使用している。創設者であるナジブの父で「マレーシア発展の父」と呼ばれたアブドゥル・ラザクの名を冠したこのスタジアムは2013年に着工し2015年に完成。総事業費は9200万リンギット。
2020年10月、財政難を理由に2021年シーズンはマレーシア・リーグに参戦しないことを発表した。

## 獲得タイトル

### 国内タイトル
なし

## 歴代監督
- Mohd Reduan Haji Abdullah　2007-09
- Ahmad Fairuz Mohd Yunus 2009
- E. Elavarasan 2009-

## 歴代所属選手
- モハド・ニザド・アユーブ（英語版） 2012-
- モハマド・ガダル 2013
- 池田圭 2019